# Palla al centro
Palla al centro è un album discografico di Bruno Lauzi, pubblicato dall'etichetta discografica Numero Uno nel 1983.

## Tracce

### LP
Lato A (LKAY 36956)
Testi e musiche di Bruno Lauzi.
1. E allora via col treno – 2:56
2. Gente – 3:56
3. Uomini – 3:24
4. Giovanna – 3:52
5. Con lei – 4:37

Lato B (LKAY 36957)
Testi e musiche di Bruno Lauzi.
1. L'ufficio in riva al mare – 4:25
2. Fai fai (a Vinicius) – 3:19
3. Faccia di bronzo – 4:03
4. La sindrome astigiana (a Paolo) – 3:23
5. Palla al centro – 3:12

## Formazione
- Bruno Lauzi - voce, chitarra
- Sante Palumbo - fisarmonica, sintetizzatore, pianoforte, Fender Rhodes
- Cosimo Fabiano - basso
- Alfredo Golino - batteria, percussioni
- Franco Cerri - chitarra elettrica
- Matteo Fasolino - sintetizzatore, cori, programmazione
- Sergio Almangano - violino
- Hugo Heredia - flauto, sassofono soprano
- Giulia Fasolino, Maurizio Lauzi - cori

Note aggiuntive
- Bruno Lauzi e Sante Palumbo - produzione
- Registrato e mixato al Fontana Recording Studio 7, Milano
- Luigi Pessoni e Matteo Fasolino - ingegneri delle registrazioni
- Copertina ideata da Bruno Lauzi
- Fabio Nosotti - foto copertina album
- Un grazie particolare al mio maestro Franco Cerri e all'amico Tito Fontana che ha avuto l'idea[1]